# Innocent world
《innocent world》，是日本樂團Mr.Children的第5張單曲。1994年6月1日發行。是Mr.Children的代表作之一和他們迄今為止銷量第三高的單曲。

## 簡介
上一張單曲《CROSS ROAD》使Mr.Children躍為一線樂團，迅速打響了知名度。7個月之後，Mr.Children發行《innocent world》首週獲得Oricon單曲週榜冠軍，是他們第一張獲得週榜冠軍的單曲。1994年總銷量達181.2萬，是全年日本單曲銷量冠軍。Oricon公信榜在榜期間銷量為193.6萬張，是Mr.Children銷量第三高的單曲。總銷量突破200萬張，是Mr.Children首張銷量超過200萬的單曲。
《innocent world》獲得了許多重要的音樂獎項，包括第36回日本唱片大賞的大賞，但是樂團卻以「在海外拍攝PV」為由缺席日本唱片大賞的頒獎典禮，由所屬的唱片公司派人接受獎項，使TBS只能回放之前錄影的演唱片段。這是日本唱片大賞唯一一次受獎人缺席頒獎禮。10年後Mr.Children以單曲《Sign》再次獲得日本唱片大賞的大賞時，樂團所有成員都出席了頒獎典禮。

## 收錄曲目

### 8cmCD盤
1. innocent world
作詞、作曲：櫻井和壽；編曲:小林武史 & Mr.Children
可口可樂公司產品運動飲料「飛雪動奕」廣告歌
2. my confidence song
作詞、作曲：櫻井和壽；編曲:小林武史 & Mr.Children
3. innocent world (Instrumental Version)
作詞、作曲：櫻井和壽；編曲:小林武史 & Mr.Children

### 卡帶盤
1. innocent world
作詞、作曲：櫻井和壽；編曲：小林武史&Mr.Children
2. 花兒都到哪裡去了？
作詞、作曲：皮特·西格；日語譯詞：田原健一&小林武史；編曲：小林武史&Mr.Children
翻唱自原題為《Where Have All the Flowers Gone?》的反戰歌曲（此曲於日本廣為流傳，尚有忌野清志郎（日语：忌野清志郎）等多個譯詞版本）
3. innocent world (Instrumental Version)
作詞、作曲：櫻井和壽；編曲：小林武史&Mr.Children

## 外部連結
- 唱片介紹 （页面存档备份，存于） Mr.Children官方網站